# Early Years
Early Years är ett samlingsalbum av The Bear Quartet, utgivet 2003.
Första skivan är en samling av The Bear Quartets fyra första EP, Revisited, It Only Takes a Flashlight to Create a Monster, Flux Detail och Tibet, samt tre låtar som enbart hittas på samlingsalbumen Give Ear!, The 23enigma och We're All Part of a Family.

## Låtlista[1]

### Första skivan
1. "Revisited"
2. "I'm Slow"
3. "Wear That Jacket"
4. "Hot Meal"
5. "Capital Breath"
6. "It Only Takes a Flashlight to Create a Monster"
7. "The Last Ball"
8. "Signal Box"
9. "The Dream"
10. "Roads Home"
11. "Flux Detail"
12. "Electric Chair"
13. "The Last Ball"
14. "On Earth But Not Home"
15. "Break the Breaker's Parts"
16. "Star Canal"
17. "Tibet"
18. "Less a Lover More a Friend"
19. "Puppy Hours"
20. "A Freak Accident"
21. "Great Thing"
22. "Core of Presence"
23. "Hrrn Hrnn"
24. "Red Star"

### Andra skivan
1. "Bitches Concept"
2. "Moon with a Beard"
3. "Tenderversion"
4. "7th"
5. "Dead Speedy"
6. "Spoon"
7. "Gone Gone"
8. "High Noon"
9. "Sandi Morning/Lude"
10. "Carsick"
11. "Signal Box"
12. "Rocket Science"
13. "Battery"
14. "No One's Going to Say It Out Loud"
15. "Layer"
16. "Needs vs. Facts"
17. "Penalist"